# Juigné-des-Moutiers

Localització de Juigné-des-Moutiers

Juigné-des-Moutiers (en bretó Yaoueneg-ar-Mousterioù) és un municipi francès, situat a la regió de país del Loira, al departament de Loira Atlàntic, que històricament va formar part de la Bretanya. L'any 2006 tenia 325 habitants. Limita amb Soudan, Erbray, i Saint-Julien-de-Vouvantes a Loira Atlàntic, La Prévière, Armaillé i Saint-Michel-et-Chanveaux a Maine i Loire.

## Demografia
| 1962                                       | 1968 | 1975 | 1982 | 1990 | 1999 |
| ------------------------------------------ | ---- | ---- | ---- | ---- | ---- |
| 357                                        | 435  | 389  | 366  | 335  | 322  |
| Des de 1962: població sense dobles comptes |      |      |      |      |      |

## Administració
| Període | Identitat       | Partit |
| ------- | --------------- | ------ |
| 2001-   | Thierry Legrais |        |